# 스콧 위상
일반위상수학 및 순서론에서 스콧 위상(영어: Scott topology)은 임의의 원순서 집합 위에 정의할 수 있는 위상의 하나이다.

## 정의
원순서 집합 {\displaystyle (P,\lesssim )}의 부분 집합 {\displaystyle U\subseteq P}에 대하여, 다음 두 조건이 서로 동치이며, 이를 만족시키는 부분 집합을 스콧 열린집합(영어: Scott-open set)이라고 한다.
- 다음 두 조건을 만족시킨다.
  - {\displaystyle U}는 상집합이다.
  - 임의의 상향 집합 {\displaystyle D\subseteq P}에 대하여, 만약 {\displaystyle \sup D\in U}라면, {\displaystyle D\cap U\neq \varnothing }이다. ({\displaystyle U}가 상집합이므로, {\displaystyle \sup D\in U}인지 여부는 상한의 선택과 무관하다.)
- 스콧 닫힌집합의 여집합이다.

마찬가지로, 원순서 집합 {\displaystyle (P,\lesssim )}의 부분 집합 {\displaystyle F\subseteq P}에 대하여, 다음 두 조건이 서로 동치이며, 이를 만족시키는 부분 집합을 스콧 닫힌집합(영어: Scott-closed set)이라고 한다.
- 다음 두 조건을 만족시킨다.
  - {\displaystyle U}는 하집합이다.
  - 임의의 상향 집합 {\displaystyle D\subseteq P}에 대하여, 만약 {\displaystyle D\subseteq F}이며, {\displaystyle \sup D}가 존재한다면, {\displaystyle \sup D\in F}이다. ({\displaystyle F}가 하집합이므로, {\displaystyle \sup D\in F}인지 여부는 상한의 선택과 무관하다.)
- 스콧 열린집합의 여집합이다.

원순서 집합 {\displaystyle (P,\lesssim )}의 스콧 열린집합들의 집합은 {\displaystyle P} 위의 위상을 이룬다. 이를 {\displaystyle P}의 스콧 위상이라고 한다.

## 성질

### 스콧 위상에 대한 연속 함수
두 원순서 집합 {\displaystyle (P,\lesssim _{P})}, {\displaystyle (Q,\lesssim _{Q})} 사이의 함수 {\displaystyle f\colon P\to Q}에 대하여, 다음 두 조건이 서로 동치이며, 이를 만족시키는 {\displaystyle f}를 스콧 연속 함수(영어: Scott-continuous function)라고 한다.
- 정의역과 공역 위에 스콧 위상을 부여하였을 때, 연속 함수이다.
- (상향 집합의 상한의 보존) 임의의 상향 집합 {\displaystyle D\subseteq P}에 대하여, 만약 {\displaystyle \sup D}가 존재한다면, {\displaystyle f(\sup D)=\sup f(D)}

스콧 연속 함수는 항상 증가함수이다.

### 함자성
스콧 위상은 원순서 집합과 스콧 연속 함수의 범주 {\displaystyle {\mathcal {C}}\subset \operatorname {Proset} }와 위상 공간의 범주 {\displaystyle \operatorname {Top} } 사이의 함자
{\displaystyle \Sigma \colon {\mathcal {C}}\to \operatorname {Top} }
를 정의한다.

### 곱과의 호환
위 함자는 연속 dcpo의 범주 {\displaystyle \operatorname {ContDcpo} }와 콜모고로프 공간의 범주 {\displaystyle \operatorname {Kolm} } 사이로 제한시켰을 때, 유한 곱을 보존한다. 보다 일반적으로, 임의의 dcpo {\displaystyle (P,\leq _{P})}에 대하여, 다음 두 조건이 서로 동치이다.:197, Theorem II-4.13
- 임의의 dcpo {\displaystyle (Q,\leq _{Q})}에 대하여, 다음 두 위상이 일치한다.
  - {\displaystyle P}와 {\displaystyle Q}의 직접곱 {\displaystyle P\times Q}의 스콧 위상
  - {\displaystyle P}와 {\displaystyle Q}의 스콧 위상의 곱위상
- {\displaystyle P}의 스콧 열린집합들의 완비 헤이팅 대수는 연속 완비 헤이팅 대수이다.

## 같이 보기
- 상위상